# Böglins
Böglins ist ein Ortsteil des oberschwäbischen Marktes Ottobeuren.

## Geografie

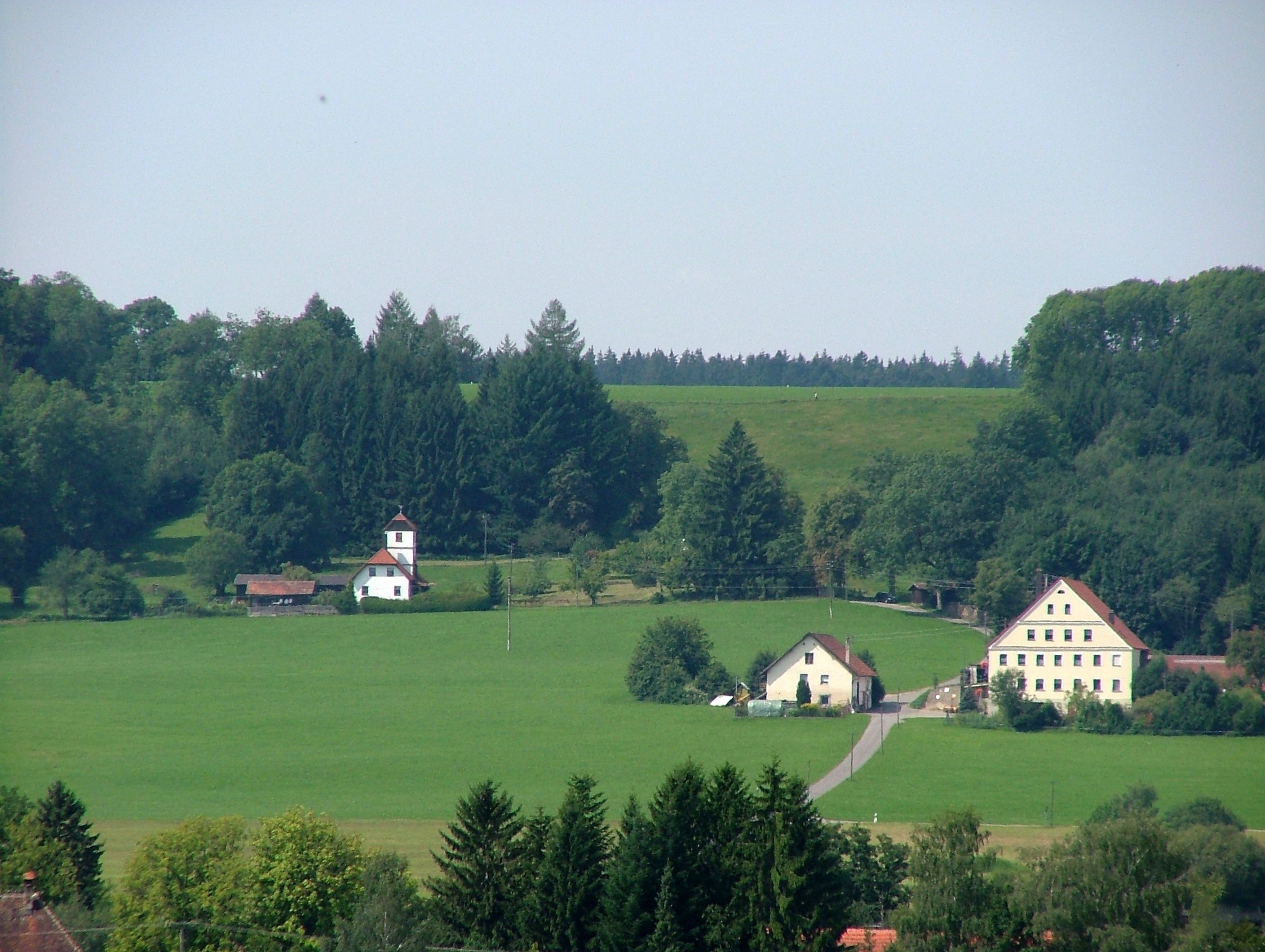
Böglins 2010

Die Einöde Böglins liegt etwa zwei Kilometer südlich von Ottobeuren. Der Ort ist durch eine Landstraße direkt mit dem Hauptort verbunden.

## Geschichte
Böglins wurde 1222 erstmals mit der Burg der Ritter von Böglins urkundlich erwähnt. Um 1200 war die Einöde im Besitz des Ottobeurer Dienstmannen Heinrich von Böglins. Dieser hatte weiteren Besitz in Betzisried. 1564 hatte Böglins 14 Einwohner, im Jahr 1811 waren es elf.